# ابینگتون هاوس
ابینگتون هاوس (به انگلیسی: Abington House) یک ساختمان در ایالات متحده آمریکا است که در نیویورک واقع شده‌است.